# 保津村
保津村（ほづむら）は、京都府南桑田郡にあった村。現在の亀岡市保津町にあたる。

## 地理
- 山岳：牛松山
- 河川：桂川

## 歴史
- 1876年（明治9年） - 南保津村・北保津村が合併して保津村となる。
- 1889年（明治22年）4月1日 - 町村制の施行により、保津村が単独で自治体を形成。
- 1955年（昭和30年）1月1日 - 亀岡町・東別院村・西別院村・曽我部村・吉川村・薭田野村・本梅村・畑野村・宮前村・大井村・千代川村・馬路村・旭村・千歳村・河原林村と合併して亀岡市が発足。同日保津村廃止。

### 五苗
明和3年の『五氏正義伝』によると、村内に村上、桂、長尾、石川、永井の五氏があり、江戸時代には苗字帯刀の許されたこの五苗一族が特権的な地侍集団として支配階級にあった。天明2年（1782年）には、保津村清蔵を首謀として五苗に対抗する争論が起こった。

## 交通

### 鉄道路線
現在は旧村域にJR山陰本線（嵯峨野線）の保津峡駅が所在するが、当時は京都市右京区（現・西京区）内に所在した（現・嵯峨野観光鉄道嵯峨野観光線トロッコ保津峡駅）。また現在の線路は複線完成時に付け替えられたもの。

## 名所・旧跡・観光スポット・祭事・催事
- 保津峡